# Jeux du Canada d'hiver de 1971
Les Jeux du Canada d'hiver de 1971 sont des compétitions de sports d'hiver qui ont opposé les provinces et les territoires du Canada en 1971.
Les Jeux du Canada sont présentés tous les deux ans, en alternance l'hiver et l'été. En 1971, les jeux ont eu lieu à Saskatoon en Saskatchewan du 11 février au 22 février 1971.

## Tableau des médailles
| Province                  | Or | Argent | Bronze | Total |
| ------------------------- | -- | ------ | ------ | ----- |
| Alberta                   | 8  | 12     | 11     | 31    |
| Colombie-Britannique      | 24 | 15     | 25     | 64    |
| Manitoba                  | 11 | 7      | 8      | 26    |
| Île du Prince-Édouard     | 0  | 1      | 2      | 3     |
| Nouveau-Brunswick         | 2  | 1      | 3      | 6     |
| Nouvelle-Écosse           | 0  | 2      | 5      | 7     |
| Ontario                   | 41 | 31     | 21     | 93    |
| Québec                    | 10 | 26     | 24     | 60    |
| Terre-Neuve-et-Labrador   | 1  | 0      | 3      | 4     |
| Territoires du Nord-Ouest | 2  | 1      | 2      | 5     |
| Saskatchewan              | 3  | 7      | 7      | 17    |
| Yukon                     | 0  | 0      | 1      | 1     |